# Myotis altarium
Espèce
Statut de conservation UICN

 LC  : Préoccupation mineure
Myotis altarium est une espèce de chauves-souris de la famille des Vespertilionidae, proche de Myotis ikonnikovi, formant avec lui le groupe frère du Murin à moustaches (M. mystacinus) et du Murin doré (M. aurascens).

## Répartition
Cette espèce vit en Chine et en Thaïlande.